# Otto Hoppe (Architekt)

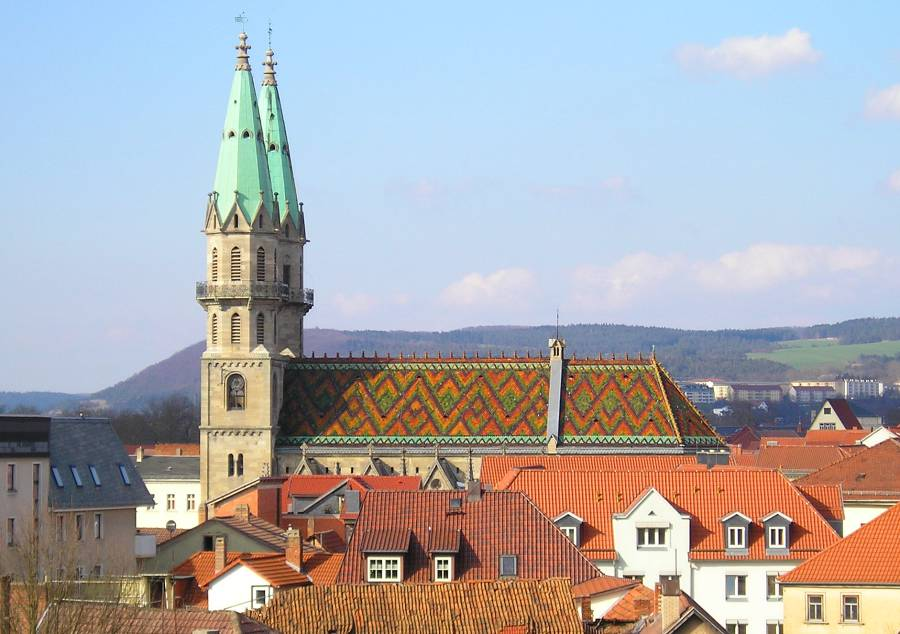
Stadtkirche Meiningen

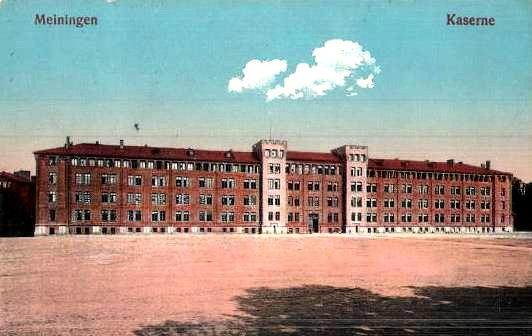
Hauptkaserne in Meiningen, um 1880

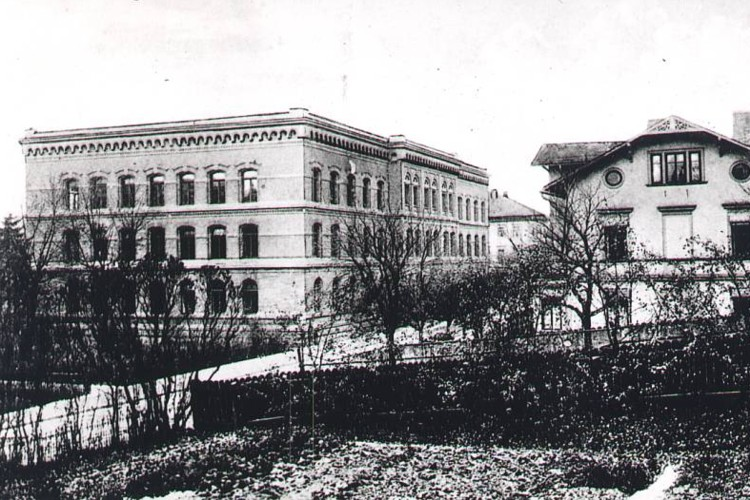
Landgericht Meiningen (1878–1945)

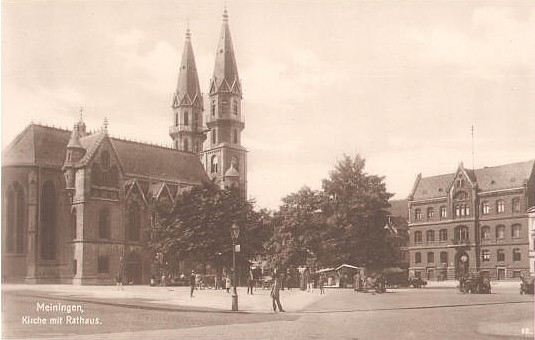
Stadtkirche und Rathaus in Meiningen

Otto Hoppe (* 27. Dezember 1829 in Triebes; † 9. September 1891 in Meiningen; vollständiger Name: Robert Otto Karl Hoppe) war ein deutscher Architekt und staatlicher Baubeamter des Herzogtums Sachsen-Meiningen.

## Leben
Otto Hoppe arbeitete nach seinem Architekturstudium in Berlin ab 1860 beim herzoglichen Hofbauamt in Meiningen. 1863 wurde er zum Oberbaurat ernannt. Ab 1872 übernahm Hoppe die Gesamtleitung des Bauwesens im Herzogtum.
Otto Hoppe galt als Meister bei der Planung und Ausführung historischer Baustile, die er bei zahlreichen Umbauten und Neubauten von öffentlichen Gebäuden und Kirchen verwirklichte. Nach dem großen Stadtbrand von Meiningen erstellte er das neue städtebauliches Konzept für den Wiederaufbau der abgebrannten Stadtteile. Die nach seiner Planung von 1875 bis 1878 neu errichteten Stadtviertel stehen heute unter Denkmalschutz. Sein bis heute auffälligstes und ehrgeizigstes Projekt war der Umbau der mit vielen Baustilen geprägten und im Laufe der Jahrhunderte verunstalteten Meininger Stadtkirche. Dieser Kirche verhalf Hoppe mit diesem Umbau zu einem einheitlichen Aussehen, in dem er die romanischen, gotischen und die stilprägenden neugotischen Bauteile zu einem harmonischen Ganzen vereinte. Hier betrieb und veröffentlichte er auch archäologische Studien und Ausgrabungen. Einige seiner bekanntesten Bauwerke wurden beim Luftangriff auf Meiningen am 23. Februar 1945 zerstört.

## Werk
Otto Hoppe realisierte überwiegend profane und sakrale Neu- und Umbauten:
- 1859–1861: Umbau und Aufstockung des Nordflügels (Bibrasbau) von Schloss Elisabethenburg in Meiningen
- 1863: Umbau des Großen Palais in Meiningen
- 1863: Umbau des Schützenhauses (Volkshaus) in Meiningen
- ab 1865: Hauptkaserne (1865–1867) mit Offizierskasino (1889) und Militärlazarett (1873) in Meiningen
- 1872: Villa Georg in Bad Liebenstein
- 1876–1878: Rathaus in Meiningen (1945 zerstört)
- 1877: Realgymnasium Meiningen
- 1878: Amtsgebäude an der Marienstraße in Meiningen
- 1878–1879: Land- und Amtsgericht Meiningen (1945 zerstört)
- ab 1883: Umbau der Veste Heldburg (gemeinsam mit Hofbaumeister Albert Neumeister)
- 1884–1889: Umbau der Stadtkirche Meiningen
- 1891–1892: Helenenstift in Meiningen

## Schriften
- Ueber die Stadtkirche in Meiningen. Eine archäologische Studie. Kayssner, Meiningen 1883.